# Cash Loch
Cash Loch ist ein kleiner Süßwassersee in den schottischen Lowlands. Er liegt zwischen den Orten Auchtermuchty und Falkland in der Council Area Fife.
Cash Loch ist etwa 200 m lang und maximal 50 m breit. Eine gewisse Bekanntheit erlangte der See durch die Tatsachen, dass er nach einer seit Jahrhunderten in der Gegend ansässigen Familie benannt worden ist, auf die auch der US-amerikanische Sänger Johnny Cash seine Vorfahren zurückführen kann. 